# Opel Zafira Life
L'Opel Zafira Life, aussi connu sous le nom de Vauxhall Vivaro Life dans les îles britanniques, est un monospace du constructeur automobile allemand Opel introduit en janvier 2019. Le modèle est en grande partie identique au Peugeot Traveller, au Citroën Spacetourer, au Toyota ProAce Verso et au Fiat Ulysse,. Le monospace remplace l'Opel Zafira C; La variante véhicule utilitaire Vivaro C correspondante remplace le Vivaro B.

## Contexte
Contrairement aux modèles précédents, les Zafira A, Zafira B et Zafira C, l'Opel Zafira Life n'est plus un monospace compact et il est nettement plus grand dans les trois dimensions. Cela signifie que jusqu'à neuf personnes peuvent voyager avec. Le Zafira Life est disponible en trois versions : 4,61 m de long (S), 4,96 m de long (M) et 5,31 m de long (L), la version courte étant retirée du marché à l'été 2021. L'Opel Combo Life, disponible avec des longueurs de 4,40 m et 4,75 m, chacun avec 5 ou 7 places, est considéré depuis 2019 comme un monospace compact d'Opel dans le groupe PSA. Au Royaume-Uni, il est vendu sous le nom de Vauxhall Vivaro Life. Attention, le précédent Vivaro Life, aussi bien chez Vauxhall que chez Opel, était quant à lui une variante rebadgée du Renault Trafic SpaceClass Escapade.

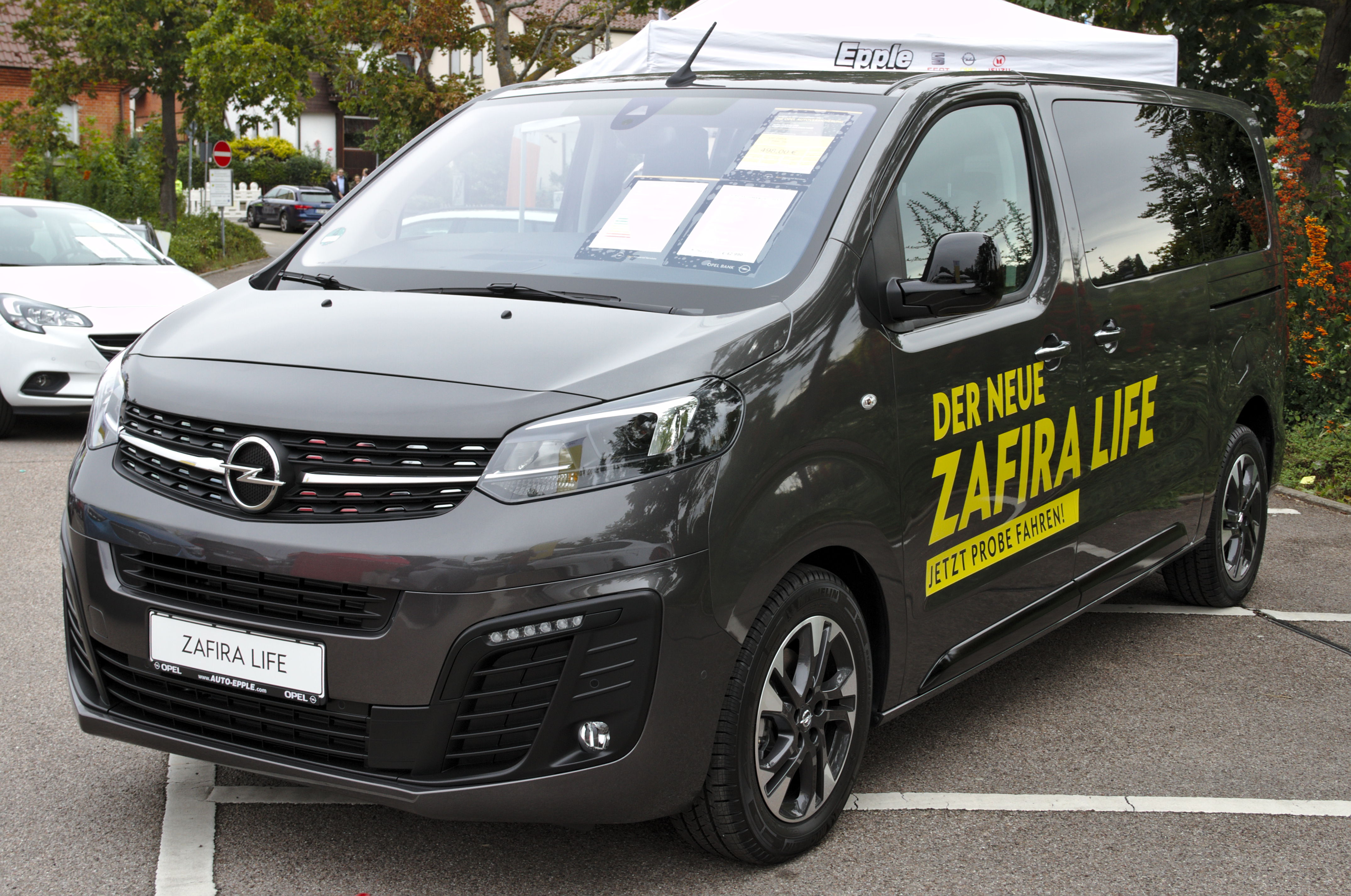
Opel Zafira Life M (2019–2021)
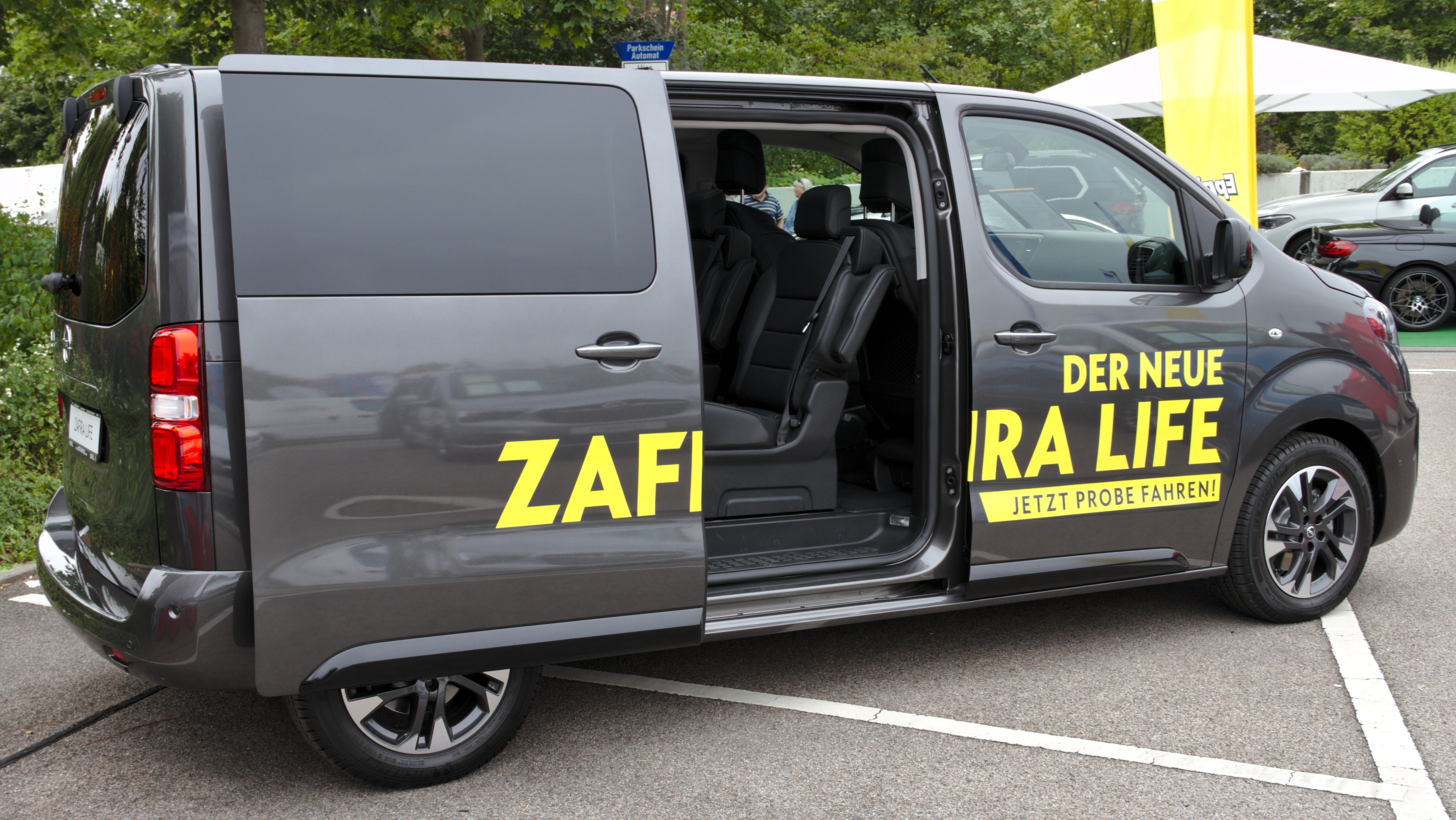
Vue arrière
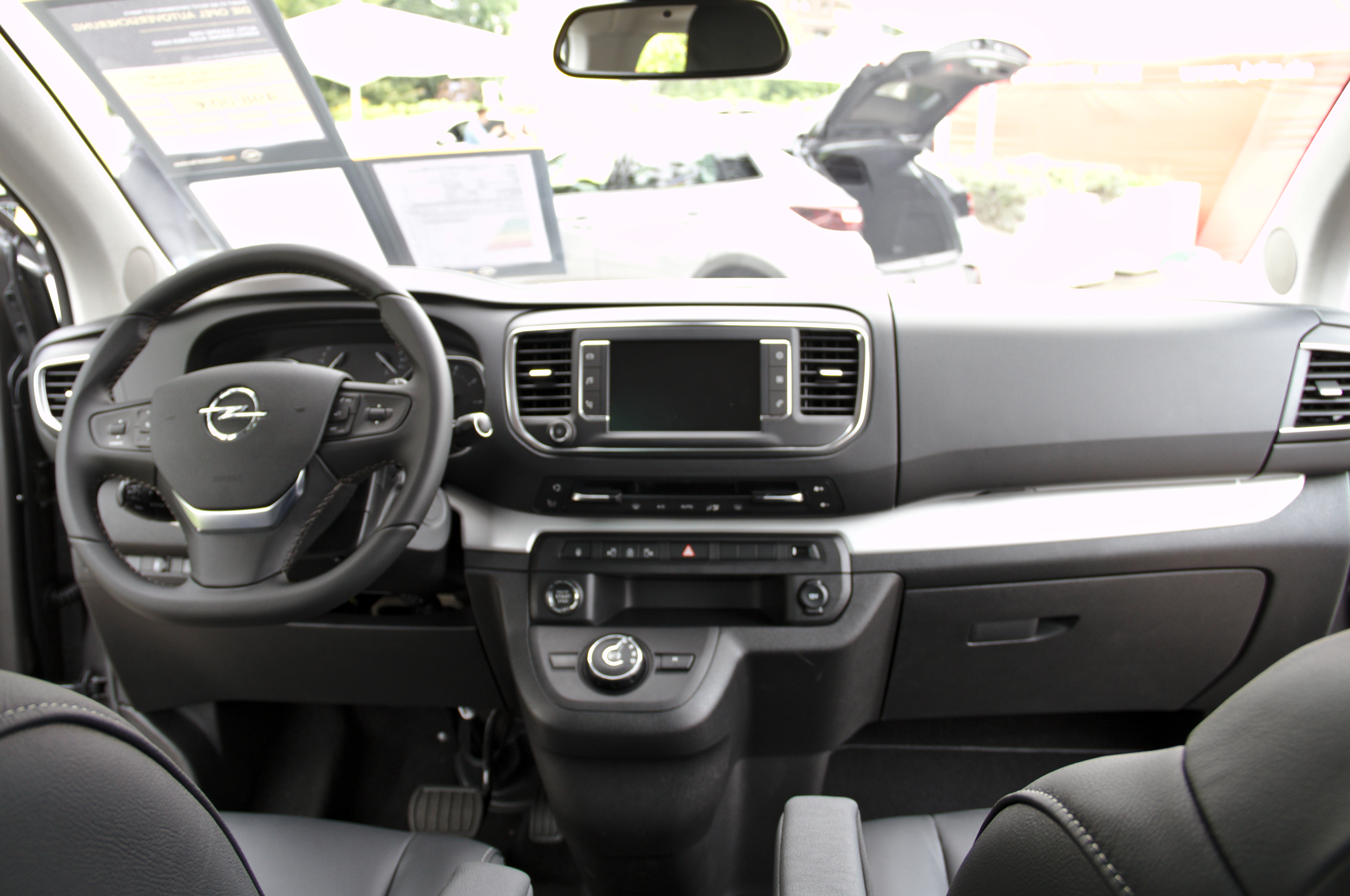
Vue de l'intérieur
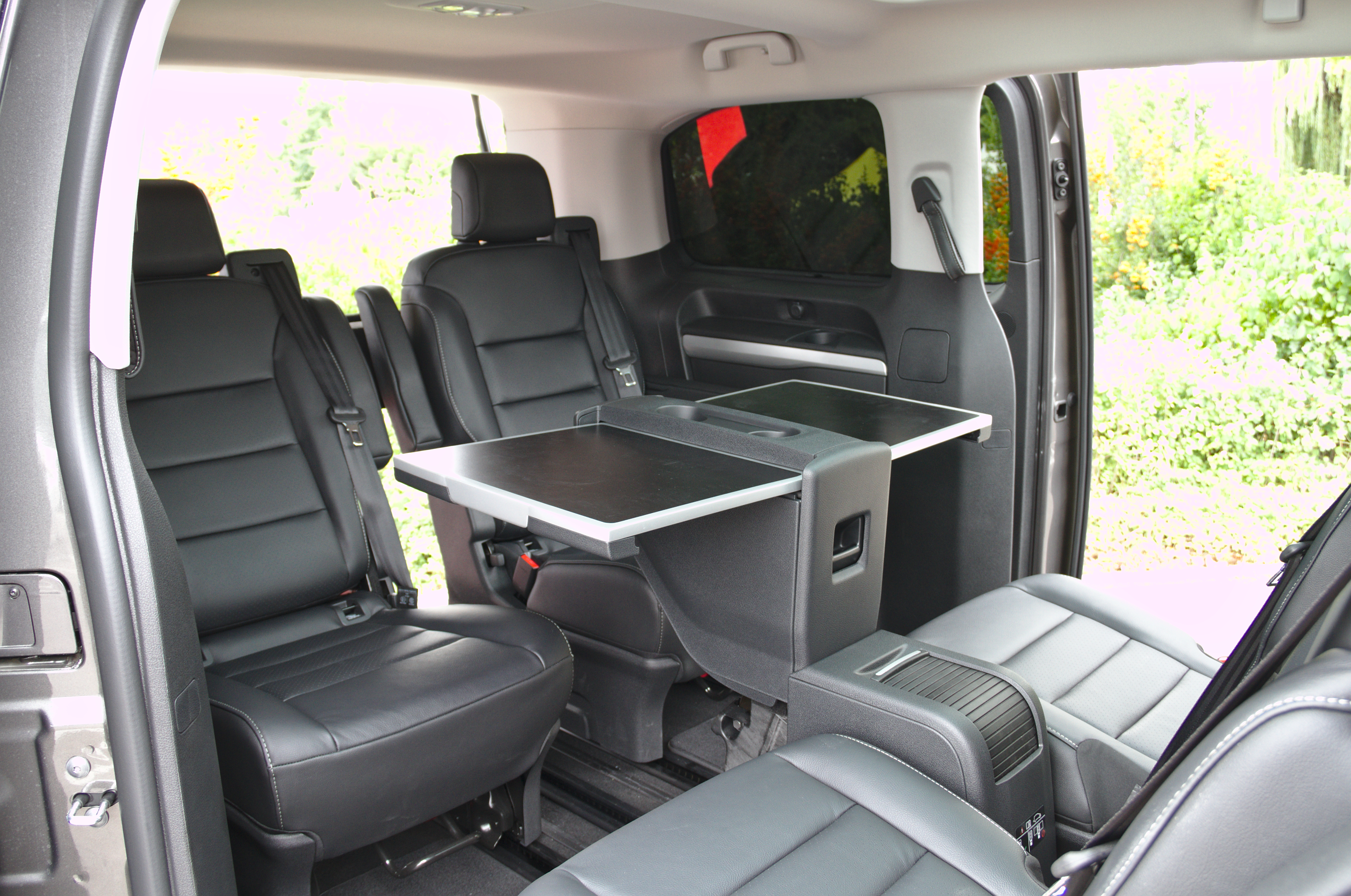
La deuxième rangée de sièges peut également pivoter dans le sens contraire du sens de la marche.

Après avoir présenté le Vivaro-e électrique à batterie en novembre 2019, Opel a également présenté le Zafira Life avec la motorisation de l'Opel Corsa-e en juin 2020. Il a été mis en vente fin 2020. Deux tailles différentes de batterie sont disponibles. La variante de 50 kWh permet une autonomie de 230 km selon la procédure d'essai mondiale harmonisée pour les véhicules légers, la variante de 75 kWh permet une autonomie de 330 km. Depuis janvier 2022, à l’exception de quelques pays (dont la Suisse), seule la version électrique à batterie est proposée. Les clients qui souhaitent un moteur à combustion interne peuvent opter pour l'Opel Vivaro en version double cabine (Flexspace) ou pour le Toyota ProAce Verso. En Russie, la production a pris fin en avril 2022 après le début de l’invasion de l'Ukraine par la Russie.

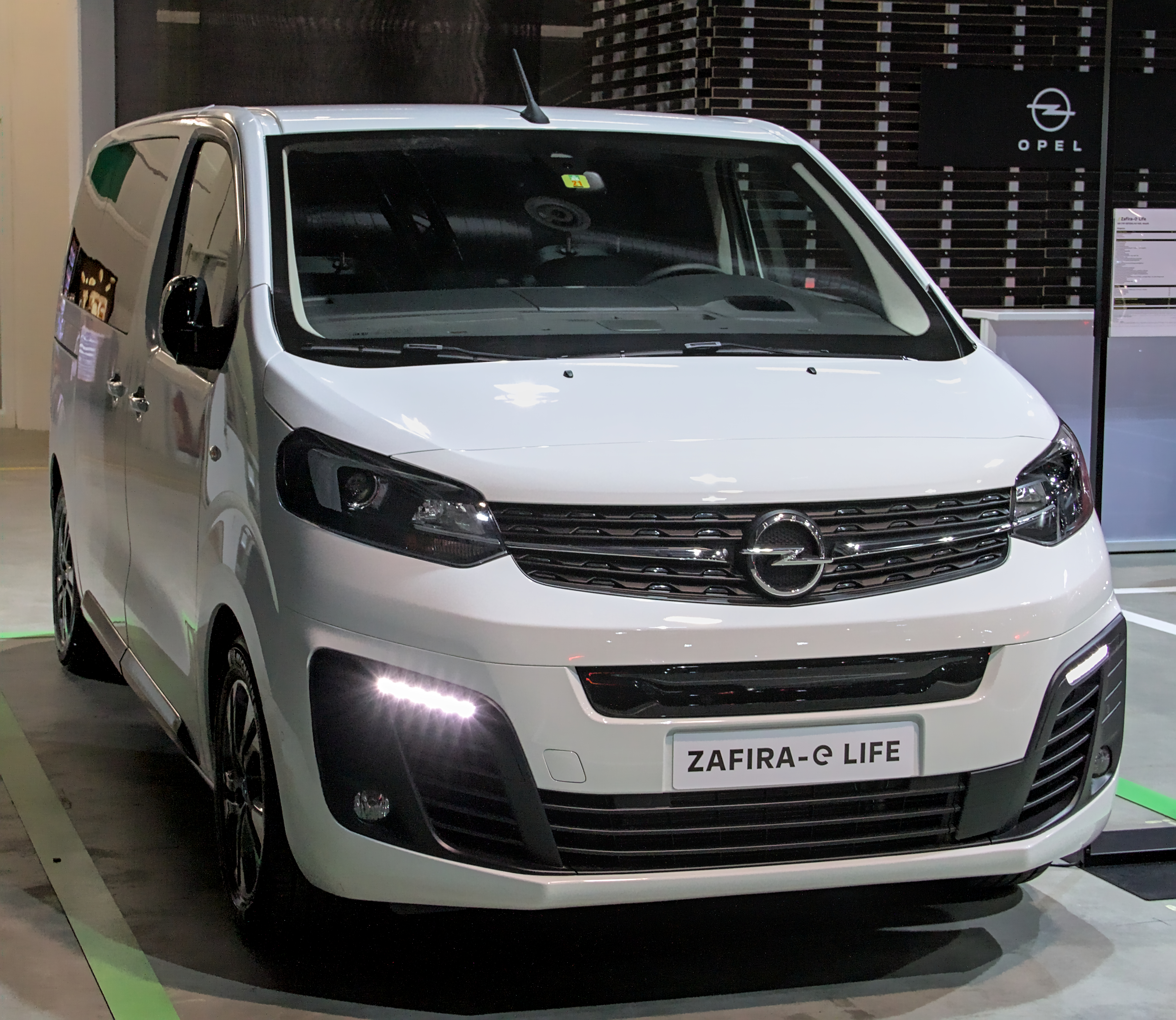
Opel Zafira-e Life (2020–2023)
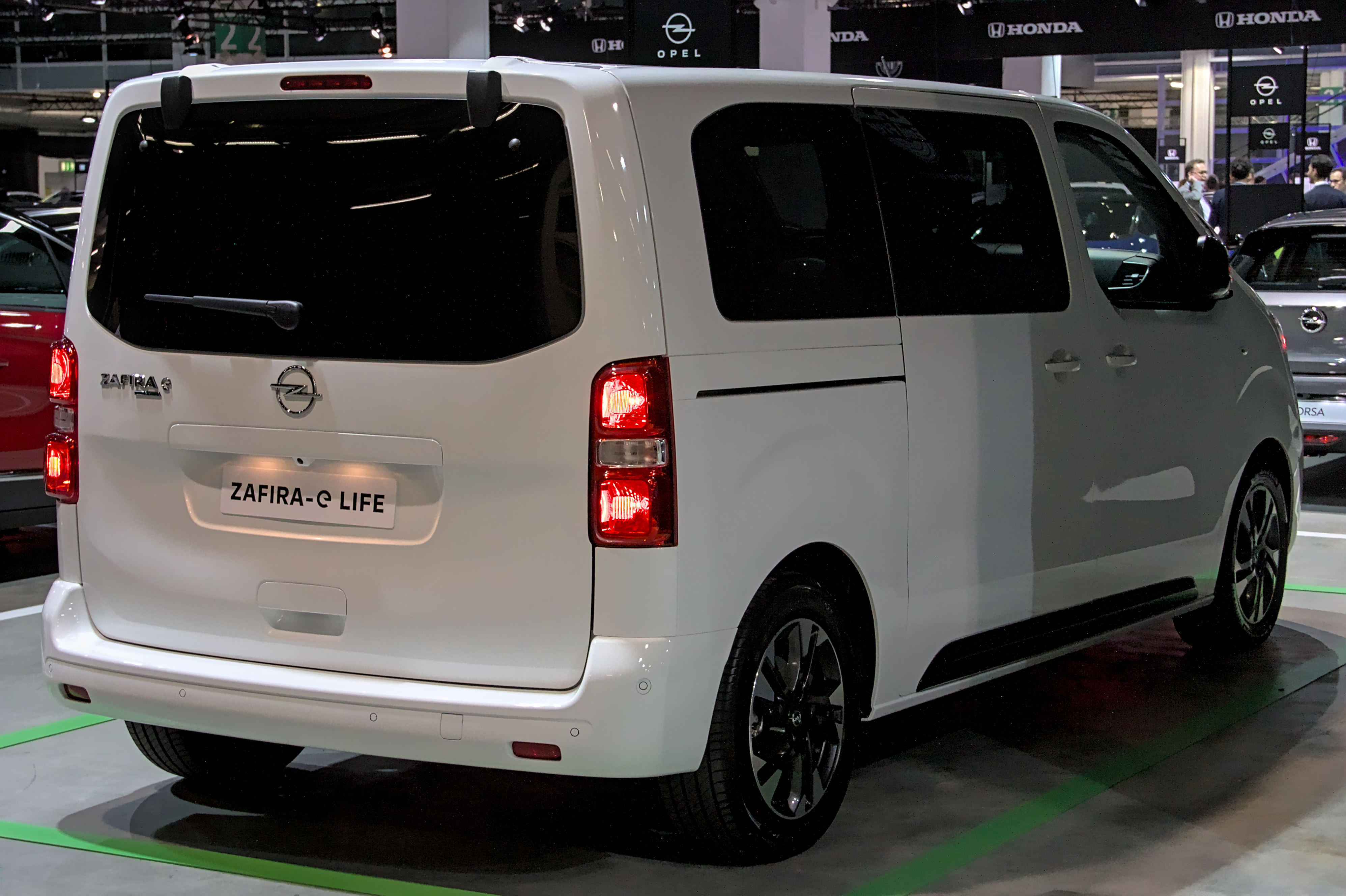
Vue arrière

Opel a présenté une version révisée de la gamme en décembre 2023. Désormais, par exemple, la partie avant de style «Vizor», déjà connue sur d'autres modèles du constructeur, sera installée.

## Production
Le Zafira Life est construit à la fois chez Sevel Nord et, comme le modèle Opel/Vauxhall Vivaro B précédent, à l'usine Vauxhall de Luton,, mais contrairement au modèle Opel/Vauxhall Vivaro B précédent, rachat oblige, il n'a jamais été produit et ne sera jamais produit à l'usine Renault de Sandouville . Pour le marché russe, le Zafira Life était construit dans l'usine PSA de Kalouga jusqu'en avril 2022,.

## Variante véhicule utilitaire: Vivaro
La variante véhicule utilitaire est le Vivaro C. Il est disponible en version fourgon couvert, fourgon double cabine et châssis (pas en Allemagne).

## Versions de carrosseries
|                                                      | S                                  | M                                        | L                                        |
| Période de construction                              | De 03/2019 à 05/2021               | Depuis 03/2019                           | Depuis 03/2019                           |
| Longueur × largeur × hauteur                         | 4 606 mm × 2 010 mm (1) × 1 905 mm | 4 956 mm × 2 010 mm (1) × 1 890–1 930 mm | 5 306 mm × 2 010 mm (1) × 1 890–1 940 mm |
| Empattement                                          | 2 925 mm                           | 3 275 mm                                 | 3 275 mm                                 |
| Longueur max. de l'ouverture de la porte coulissante | 743 mm                             | 933 mm                                   | 933 mm                                   |
| Volume max. d'espace de chargement                   | 3,6 m³                             | 4,2 m³                                   | 4,9 m³                                   |
| Nombre max. de places                                | 8                                  | 9                                        | 9                                        |
| Rayon de braquage                                    | 11,8 m                             | 12,9 m                                   | 12,9 m                                   |

(1) Largeur avec rétroviseurs dépliés: 2 204 mm

## Nouvelles immatriculations en Allemagne
Depuis le lancement sur le marché en 2019 et jusqu'en décembre 2023 inclus, un total de 23 214 Zafira Life ont été nouvellement enregistrés en République fédérale d'Allemagne. 2 029 d’entre eux étaient équipés d’une motorisation électrique.